# Kanonicy regularni Najświętszej Maryi Panny z Crescenzago
Kanonicy regularni Najświętszej Maryi Panny z Crescenzago (wł. Canonici regolari di Santa Maria di Crescenzago) - dawna włoska kongregacja kanoników regularnych św. Augustyna, istniejąca w XII–XVI wieku. Jej głównym ośrodkiem była prepozytura pw. Najświętszej Maryi Panny w Crescenzago (obecnie dzielnica Mediolanu).

## Historia
Prepozyturę w Crescenzago ufundował arcybiskup Mediolanu Robaldo (pontyfikat 1136–1145), który sprowadził tam kanoników regularnych. Dokładna data fundacji nie jest znana, z pewnością jednak istniała już za pontyfikatu papieża Lucjusza II. Regułę wspólnoty i jej przywileje, nadane przez arcybiskupa Robaldo, zatwierdzili kolejni arcybiskupi Mediolanu Oberto (w 1154) oraz Filip (w 1197). Kanonicy z Crescenzago zyskali pewien prestiż w północnej Italii, dzięki czemu wokół ich wspólnoty uformowała się niewielka kongregacja, obejmująca kilka domów zależnych od prepozyta Crescenzago (m.in. S. Giorgio w Brignato, nadany im przez papieża Urbana III w 1186). Kongregacja ta nigdy jednak nie zdobyła rozmiarów ani pozycji porównywalnej z kanonikami św. Rufina z Awinionu czy św. Frygidiana z Lukki. 
W XV wieku kongregacja z Crescenzago pogrążyła się w kryzysie, podobnie jak wiele innych wspólnot kanonickich. Prepozytura w Crescenzago stała się beneficjum nadawanym różnym duchownym spoza wspólnoty jako komendatariuszom. Ostatecznie w 1502 kongregacja ta przyłączyła się do Kongregacji Laterańskiej.

## Domy kongregacji
- S. Maria w Crescenzago koło Mediolanu - dom macierzysty kongregacji
- S. Maria de Cella w Genui
- S. Giorgio w Brignato koło Pawii
- S. Maria w Comignago (diecezja Novary)
- S. Maria de Marcelengo (diecezja Pawii)